# 国際法律家委員会
国際法律家委員会（こくさいほうりつかいいんかい、英:International Commission of Jurists、略称:ICJ、仏:Commission internationale de juristes）は、「法の支配」の確立を目的として設立されたNGO。
1952年に設立され、世界各国の裁判官・法学者・弁護士が委員に選任されている。国際連合経済社会理事会・ユネスコ・欧州評議会・アフリカ連合の諮問機関の資格を有する。世界各地の人権問題について調査、意見書の発表等を行っている。本部はスイスのジュネーヴにある。
1991年に日本の自由人権協会が加盟団体となっている。1996年から横田洋三中央大学法科大学院教授が委員になっている。1989年にエラスムス賞、1993年には国連人権賞を受賞している。同年6月には、ウィーン宣言及び行動計画を採択した世界人権会議に参加し、国際刑事裁判所の成立にも貢献した。2008年から2010年にかけては、メアリー・ロビンソンが委員長を務めた。2011年1月には後任として、1983年より1989年まで米州人権条約を根拠法とする米州人権裁判所の裁判長を務めた、ペドロ・ニッケンが委員長に就任した。